# Учёт векселя
Учёт ве́кселя — передача векселя векселедержателем банку для получения вексельной суммы до наступления даты платежа. За учёт векселя банк взимает плату в виде процента от вексельной суммы. Данный процент называется учётной ставкой или учётным процентом, или дисконтом. Иными словами учёт векселя — это покупка векселя банком по цене ниже вексельной суммы, с дисконтом.
Размер учётной ставки зависит от качества и срока до погашения векселя и определяется в договоре между векселедержателем и банком. На размер учётной ставки влияет размер процентной ставки по кредитам, предоставляемым банком.
По векселям, в которых указана фиксированная сумма долга, без начисления процентов, величина дисконта определяется по формуле:
{\displaystyle D={\frac {B\cdot T\cdot I}{100\cdot 360}}} , где
{\displaystyle D} — сумма дисконта;
{\displaystyle B} — вексельная сумма;
{\displaystyle T} — количество дней до даты погашения векселя;
{\displaystyle I} — учётная ставка банка.
Банки принимают к учёту векселя, содержащие обязательства солидных фирм, платёжеспособность которых не вызывает сомнений, так называемые первоклассные векселя. Если вексель имеет гарантию крупного банка, то он учитывается по более низкой процентной ставке, чем вексель торговых или промышленных фирм, не имеющий банковской гарантии (банковского аваля). Векселя с обязательствами мелких и слабых в финансовом отношении фирм банками не принимаются для учёта или учитываются по отличным от обычных, сильно завышенным процентным ставкам.